# HD 122958
HD 122958，又名BD-15 3805，SAO 158331、HR 5284，是一颗恒星，视星等为6.56，位于銀經327.46，銀緯42.99，其B1900.0坐标为赤經13h 59m 47s，赤緯-15° 42.99′ 25″。